# TERA (videojuego)
TERA (acrónimo de The Exiled Realm of Arborea) es un videojuego de rol multijugador masivo en línea en 3D con temática de fantasía desarrollado por Bluehole Studio, una subsidiaria de Krafton y cuya mayor innovación fue la forma de jugar conocida como "True Action Combat", un sistema de combate sin el clásico mecanismo de pinchar sobre el objetivo para atacar y donde los atributos de los personajes (sin dejar de resultar importantes) ceden su protagonismo a la habilidad del jugador. 
Fue lanzado originalmente en Corea del Sur y Japón el 25 de enero del 2011 y llegó a Norteamérica y Europa los días 1 y 3 de mayo de 2012 respectivamente. Posteriormente fue lanzado para Rusia el 26 de febrero de 2015.
En septiembre de 2014, el juego fue renombrado a TERA: Fate of Arun en donde en la misma actualización fue añadida un nuevo límite de nivel además de un nuevo continente en el Norte de Arun: Val Oriyn.”Apartado del resto del mundo durante siglos, el Norte de Arun es un paraíso de junglas salvajes, ruinas colosales, y el hogar sin descubrir de los Barakas”. La actualización se dio en diciembre del 2014 en América y Europa. El juego contaba con más de 28 millones de jugadores a nivel global para el 2018.
En abril de 2018, TERA fue lanzado para las consolas PlayStation 4 y Xbox One a través de En masse Entertainment en América del Norte, Europa y Japón; sin embargo, Krafton decidió publicar por sí mismo la versión del juego en el Sureste Asiático para PlayStation 4 y en Japón para Xbox One.
En septiembre de 2020, En Masse Entertainment anunció que cerraría sus puertas luego de 10 años de servicio en la industria de los videojuegos, por ello, Krafton decidió ser el distribuidor global para TERA Consola, mientras que la versión de PC sería tomada por el distribuidor Gameforge.
El 20 de abril de 2022, Gameforge anunció que Bluehole había tomado la decisión de detener el desarrollo de TERA y por ende cesaria con la distribución del juego el 30 de junio de 2022.

## Modo de juego
TERA contenía las características habituales de un MMORPG como misiones, crafteo y Jugador vs Jugador.
El sistema de combate del juego utilizó un sistema de batalla en tiempo real el cual incorporaba una visualización de la cámara en tercera persona. El jugador seleccionaba un enemigo por medio de su cursor en forma de cruz en vez de cliquear o tabular a un enemigo de manera individual (El cual fue llamado “Sistema de no objetivo” por el desarrollador). Los jugadores necesitaban estar activamente esquivando los ataques de los enemigos. Un teclado y mouse o un gamepad pudieron ser usados para controlar el personaje.
Existían siete razas disponibles a la hora de crear un personaje y cada una de ellas tenía una serie de habilidades propias:
- Aman
- Baraka
- Castanics
- Elins
- Altos Elfos (High Elf)
- Humanos (Human)
- Popori

En cuanto a las clases cualquier raza podían escoger la clase que prefiera:
- Arquero (Archer)
- Berserker
- Lancero (Lancer)
- Místico (Mystic)
- Sacerdote (Priest)
- Asesino (Slayer)
- Hechicero (Sorcerer)
- Guerrero (Warrior)
- Gunner (Solo para Elins, Elfas y Castanic: Género Femenino)
- Brawler (Solo Humanos y Elin)
- Reaper (Solo en Elins)
- Ninja (Solo en Elins)
- Valkiria (Solo Castanic: Género Femenino)

## Trama

### Lore
Los dos seres, Arun y Shara, titanes dueños de un poder inimaginable, reunidos en un vacío sin forma. De alguna manera, Arun y Shara cayeron dormidos y comenzaron a soñar. Mientras dormían, el Reino Exiliado de Arborea se comenzaba a manifestar a su alrededor. Hoy, los cuerpos de Arun y Shara forman los dos continentes que el Reino Exiliado de Arborea está conformado.
Mientras ambos titanes continuaban soñando, sus sueños se volvían realidad. De este sueño, los primeros doce habitantes divinos de TERA emergieron poco antes de que se produjera una terrible guerra entre ellos.
Sin embargo, Arun y Shara permanecieron en su estado de ensueño y simplemente de su imaginación, los primeros mortales cobraron vida. Los mortales y los dioses lucharon entre sí en grandes guerras divinas, dejando a la mayoría de los dioses muertos, encarcelados o disminuidos. Incluso algunas de las especies mortales fueron aniquiladas; sin embargo, surgieron otros y hoy en día, la mayoría de las razas de TERA forman una alianza que lucha contra las amenazas más allá de su mundo.